# Heymans (cràter)
Heymans és un cràter d'impacte que es troba en la part nord de la cara oculta de la Lluna, entre els cràters Poinsot cap al nord i Hipòcrates una mica més al sud. Al sud-est de Heymans es troba el cràter Mezentsev de major grandària.

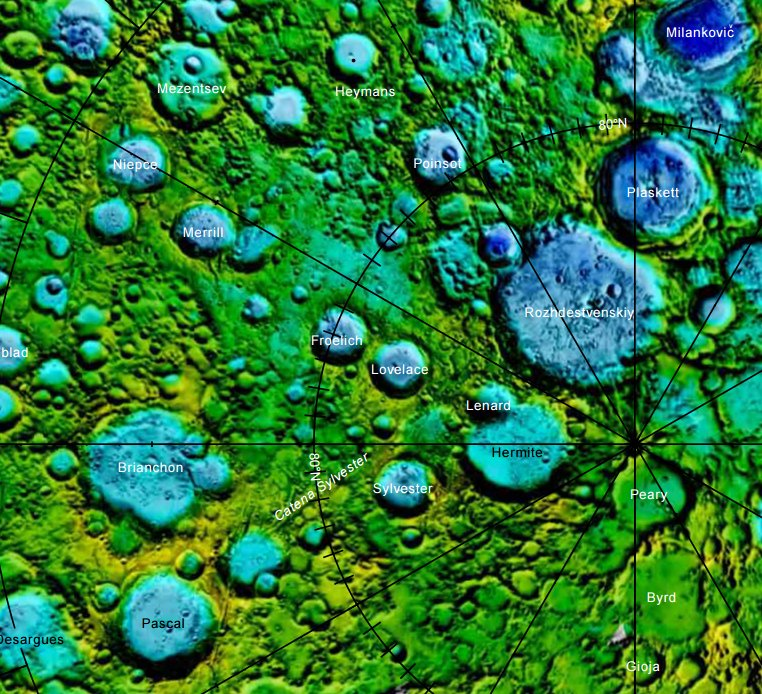
Localització de Heymans proper al pol nord lunar (vora superior de la imatge)

Aquest cràter ha estat erosionat per impactes posteriors, però conserva l'aspecte general de la seva forma original. En l'extrem nord, un petit cràter es troba sobre la vora, amb impactes més petits situats a través de la vora cap a l'est i el sud. El brocal és generalment arrodonit i simètric, amb una paret interior lleugerament més estreta al nord-est. Dins de la vora, el sòl interior és anivellat i gairebé sense trets distintius.

## Cràters satèl·lit
Per convenció aquests elements s'identifiquen en els mapes lunars col·locant la lletra en el costat del punt central del cràter que està més proper a Heymans.
|         | \| Heymans \| Coordenades \| Diàmetre \| \| ------- \| -------------------------------------- \| -------- \| \| D \| 76° 48′ N, 132° 18′ O / 76.8°N,132.3°O \| 25 km \| \| F \| 75° 00′ N, 133° 36′ O / 75.0°N,133.6°O \| 50 km \| \| T \| 75° 12′ N, 155° 24′ O / 75.2°N,155.4°O \| 31 km \| |          |
| Heymans | Coordenades | Diàmetre |
| D       | 76° 48′ N, 132° 18′ O / 76.8°N,132.3°O | 25 km    |
| F       | 75° 00′ N, 133° 36′ O / 75.0°N,133.6°O | 50 km    |
| T       | 75° 12′ N, 155° 24′ O / 75.2°N,155.4°O | 31 km    |